# 學托擴縣 (堪薩斯州)
學托擴縣（英語：Chautauqua County，縮寫）是美国堪薩斯州南部的一個郡，南鄰奧克拉荷馬州，面積1,670平方公里。根據2020年美國人口普查，本縣共有人口3,379人。縣治為色當。

## 歷史
學托擴縣一帶原本是印第安人的家園。於1868年7月，首批白人殖民者抵達這一帶，並開始迫害印第安人，以建立白人定居地。
1875年3月25日，學托擴縣由堪萨斯州议会成立。本縣縣名來自纽约州的同名縣。而紐約州學托擴縣的縣名則是一個伊利語詞彙，意思是「捕魚的地方」。學托擴縣是霍華德縣被撤銷後新成立的一個縣，而另一個則為艾克縣。在本縣新成立之際，其人口達7,400人，比現代多一倍。

## 法律和政府
1986年，儘管堪萨斯州议会修訂了州憲法，並允許選民通過投票決定是否允許個人銷售酒類，但學托擴縣的選民大多仍然支持禁酒令，因此本縣仍然是一個禁酒縣。於2008年，本縣又舉行了一個提案投票，並最終允許了個人銷售個別酒類。

## 地理

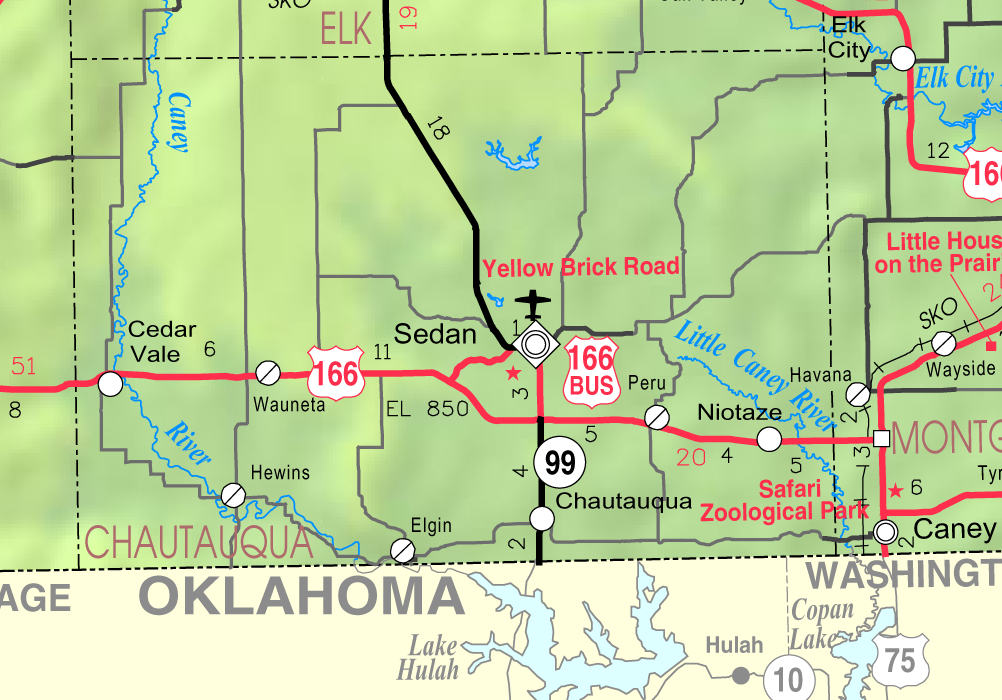
學托擴縣地圖

根據2000年人口普查，學托擴縣的總面積為644.83平方英里（1,670.1平方），其中有641.69平方英里（1,662.0平方），即99.51%為陸地；3.14平方英里（8.1平方），即0.49%為水域。

### 主要公路
資料來源：美國國家地圖集、美国人口普查局
- 166號美國國道（英语：U.S. Route 166）
- 99號堪薩斯州州道（英语：K-99 (Kansas highway)）

### 毗鄰縣
- 堪薩斯州 考利縣：西方
- 堪薩斯州 艾克縣：北方
- 堪薩斯州 蒙哥馬利縣：東方
- 奧克拉荷馬州 華盛頓縣：東南方
- 奧克拉荷馬州 歐塞奇縣：南方

## 人口
| 调查年                                | 人口   | 备注 | %±     |
| ------------------------------------- | ------ | ---- | ------ |
| 1880                                  | 11,072 |      | —      |
| 1890                                  | 12,297 |      | 11.1%  |
| 1900                                  | 11,804 |      | −4.0%  |
| 1910                                  | 11,429 |      | −3.2%  |
| 1920                                  | 11,598 |      | 1.5%   |
| 1930                                  | 10,352 |      | −10.7% |
| 1940                                  | 9,233  |      | −10.8% |
| 1950                                  | 7,376  |      | −20.1% |
| 1960                                  | 5,956  |      | −19.3% |
| 1970                                  | 4,642  |      | −22.1% |
| 1980                                  | 5,016  |      | 8.1%   |
| 1990                                  | 4,407  |      | −12.1% |
| 2000                                  | 4,359  |      | −1.1%  |
| 2010                                  | 3,669  |      | −15.8% |
| 2012年估计                            | 3,571  |      | −2.7%  |
| 美國十年一度的人口普查 2012年人口估計 |        |      |        |

學托擴縣的人口金字塔

根據2000年人口普查，學托擴縣擁有4,359居民、1,796住戶和1,235家庭。其人口密度為每平方英里7居民（每平方公里3居民）。本縣擁有2,169間房屋单位，其密度為每平方英里3間（每平方公里1間）。而人口是由93.83%白人、0.3%非裔、3.58%原住民、0.07%亞裔、0.05%太平洋島民、0.34%其他種族和1.84%混血构成。而西裔或拉美裔佔了人口1.84%。
在1,796住户中，有26.2%擁有一個或以上的兒童（18歲以下）、57.3%為夫妻、7.9%為單親家庭、31.2%為非家庭、29.4%為獨居、16.4%住戶有同居長者。平均每戶有2.34人，而平均每個家庭則有2.87人。在4,359居民中，有23.4%為18歲以下、6.1%為18至24歲、20.9%為25至44歲、25.2%為45至65歲以及24.3%為65歲以上。人口的年齡中位數為45歲，女子對男子的性別比為100：93.6。成年人的性別比則為100：91.2。
本縣的住戶收入中位數為$28,717，而家庭收入中位數則為$33,871。男性的收入中位數為$25,083，而女性的收入中位數則為$21,346，人均收入為$16,280。約9%家庭和12.2%人口在貧窮線以下，包括15.8%兒童（18歲以下）及10.6%長者（65歲以上）。